# Schloss Sturehov

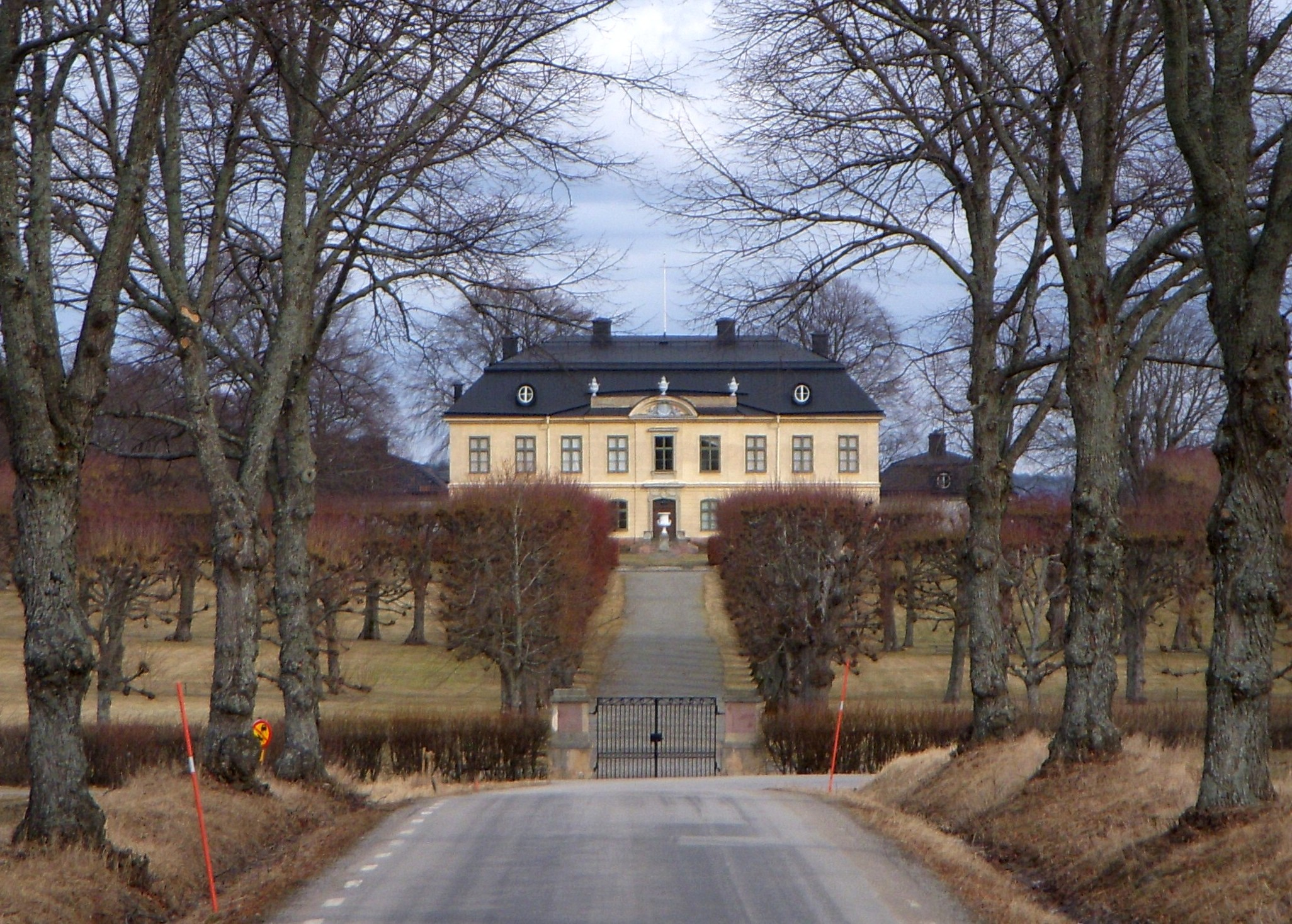
Westfassade des Schlosses

Das schwedische Schloss Sturehov entstand als steuerbefreiter Gutshof und liegt in der Gemeinde Botkyrka am See Mälaren. Sturehov ist heute eine Konferenzstätte mit angeschlossenem Café.
Das zweigeschossige Hauptgebäude ist ein typisches Beispiel für den gustavianischen Stil, obwohl die etwa 100 Jahre früher entstandenen eingeschossigen Seitenflügel einen anderen Charakter aufweisen. Das Schloss wurde in den 1780er Jahren nach Plänen des Architekten Carl Fredrik Adelcrantz erbaut.
An der Stelle des heutigen Schlosses lag im Mittelalter ein Dorf namens Afrehulta mit vier Gehöften. Diese wurden vom Reichsmarschall Svante Sture d. J., der später auf Befehl von König Erik XIV. ermordet wurde, zu einem Gut vereinigt. In den 1580er Jahren erhielt das Gut den Status einer Säteri (steuerfreies Gut aufgrund erbrachter Kriegsdienste) und Svante Stures Sohn Mauritz Sture gab ihm den Namen Sturehov. Als dieser und dessen Frau 1654 gestorben waren, ging Sturehov per Testament an den Reichsmarschall Johan Axelsson Oxenstierna. Ab 1661 reihten sich andere Adelsgeschlechter wie Wrangel, Banér, Vellingk, von Höpken, Liljencrantz, Wahrendorff, Piper, Hermelin und Reuterskiöld in die Besitzerliste ein. Im Jahr 1900 kaufte die Stadt Stockholm das Schloss. Seit 1982 steht es als Byggnadsminne unter Denkmalschutz.

## Bilder

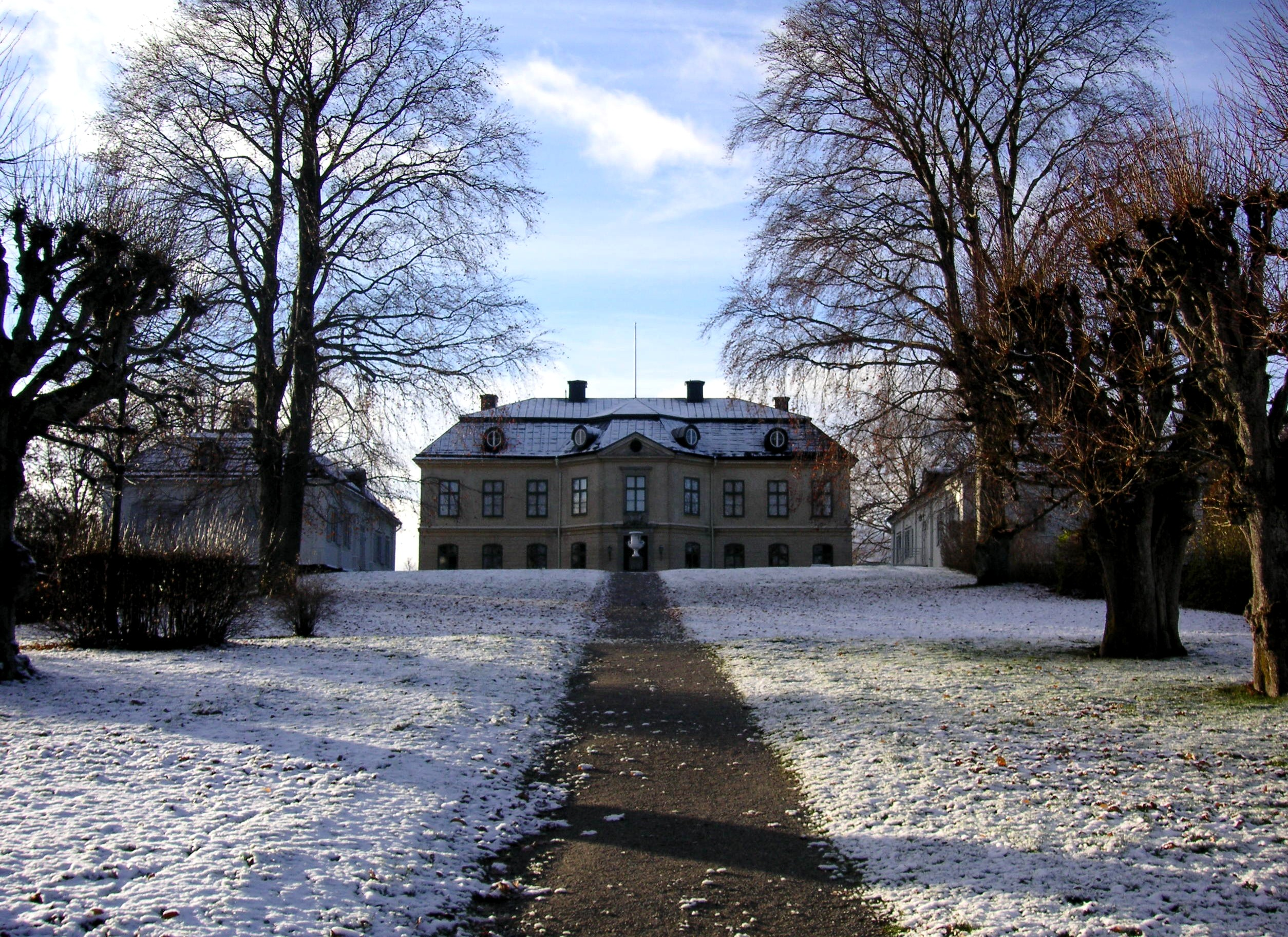
Ostfassade des Hauptgebäudes
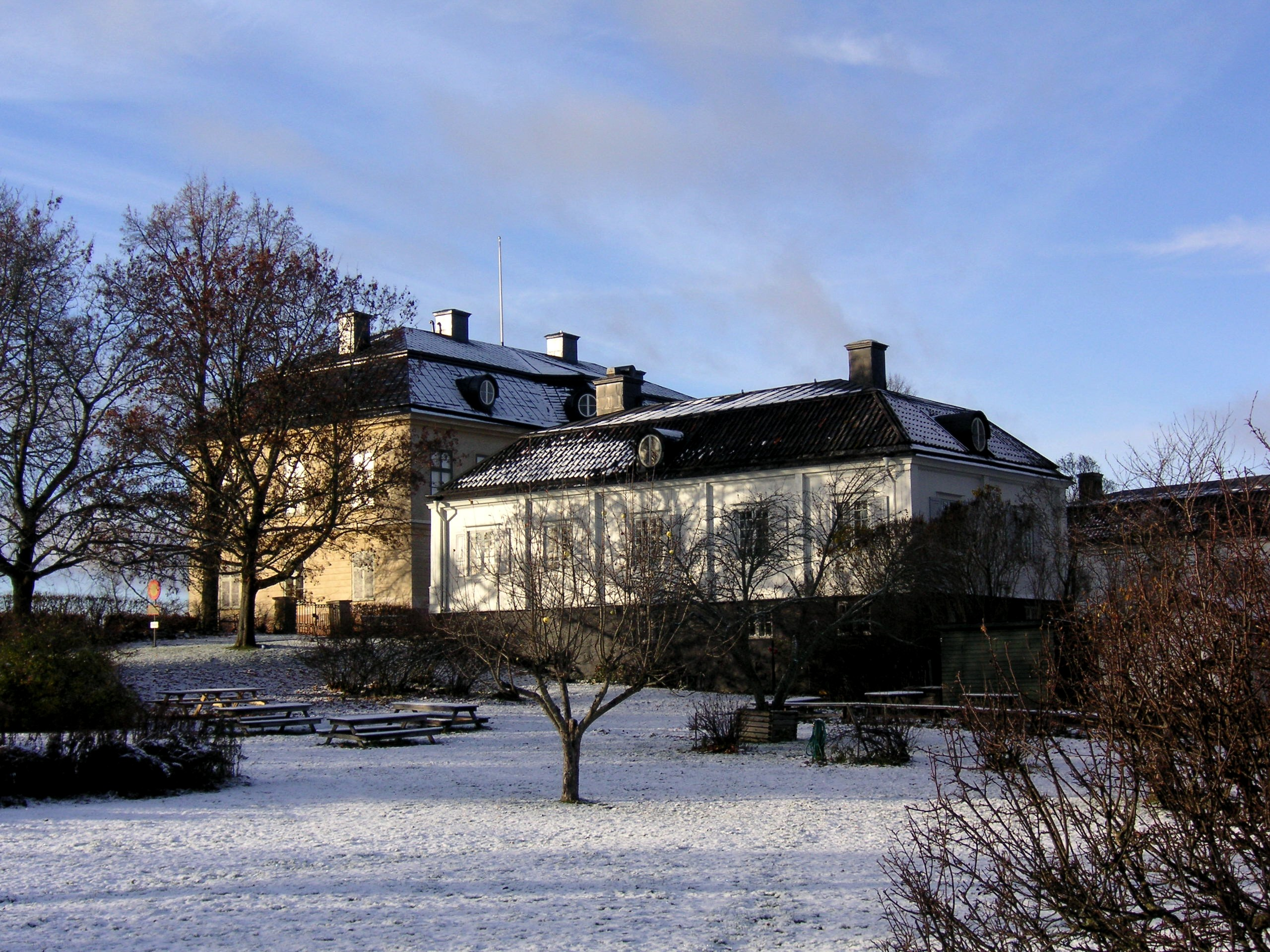
Blick zum Schloss von Osten
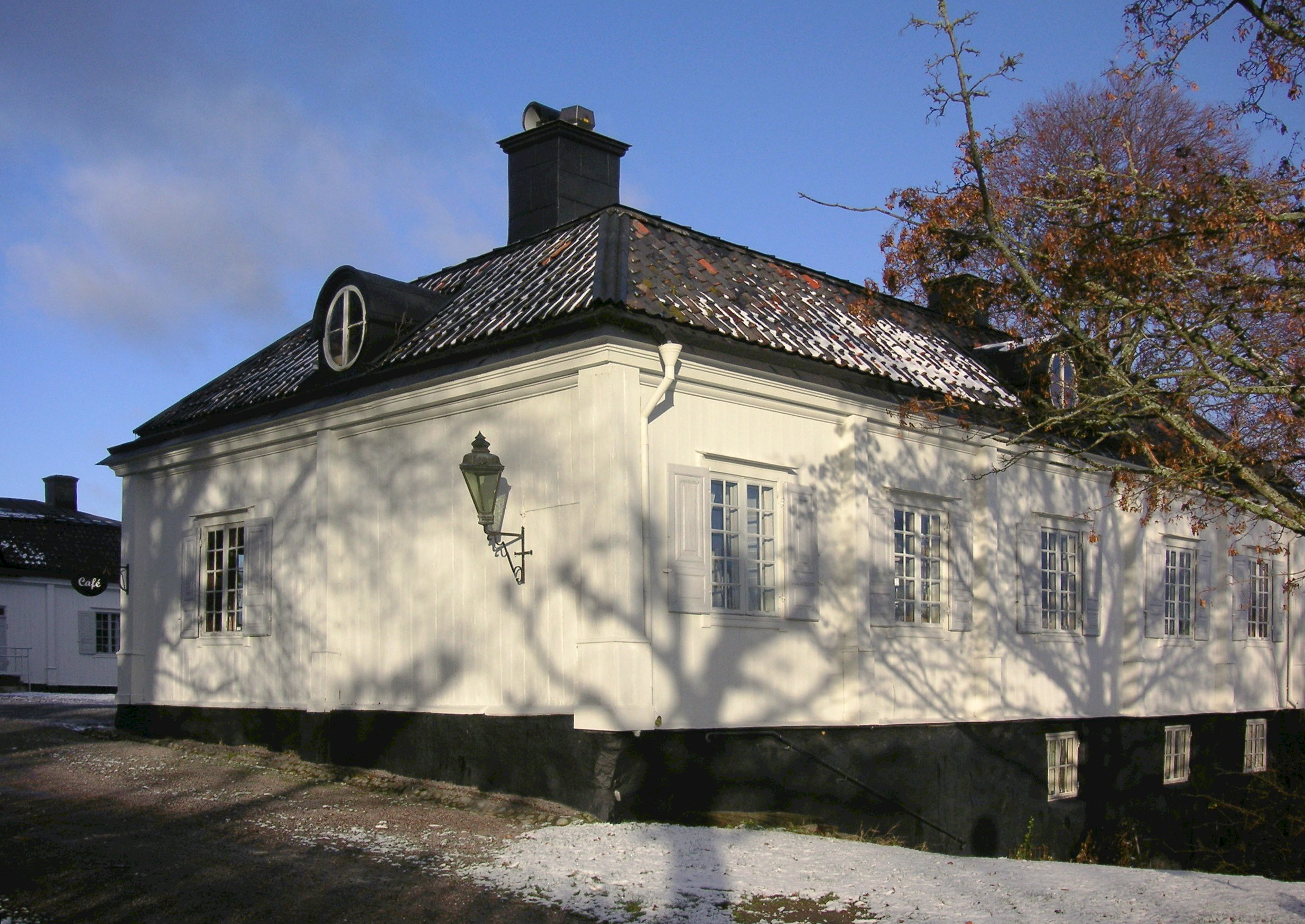
Einer der Flügelbauten
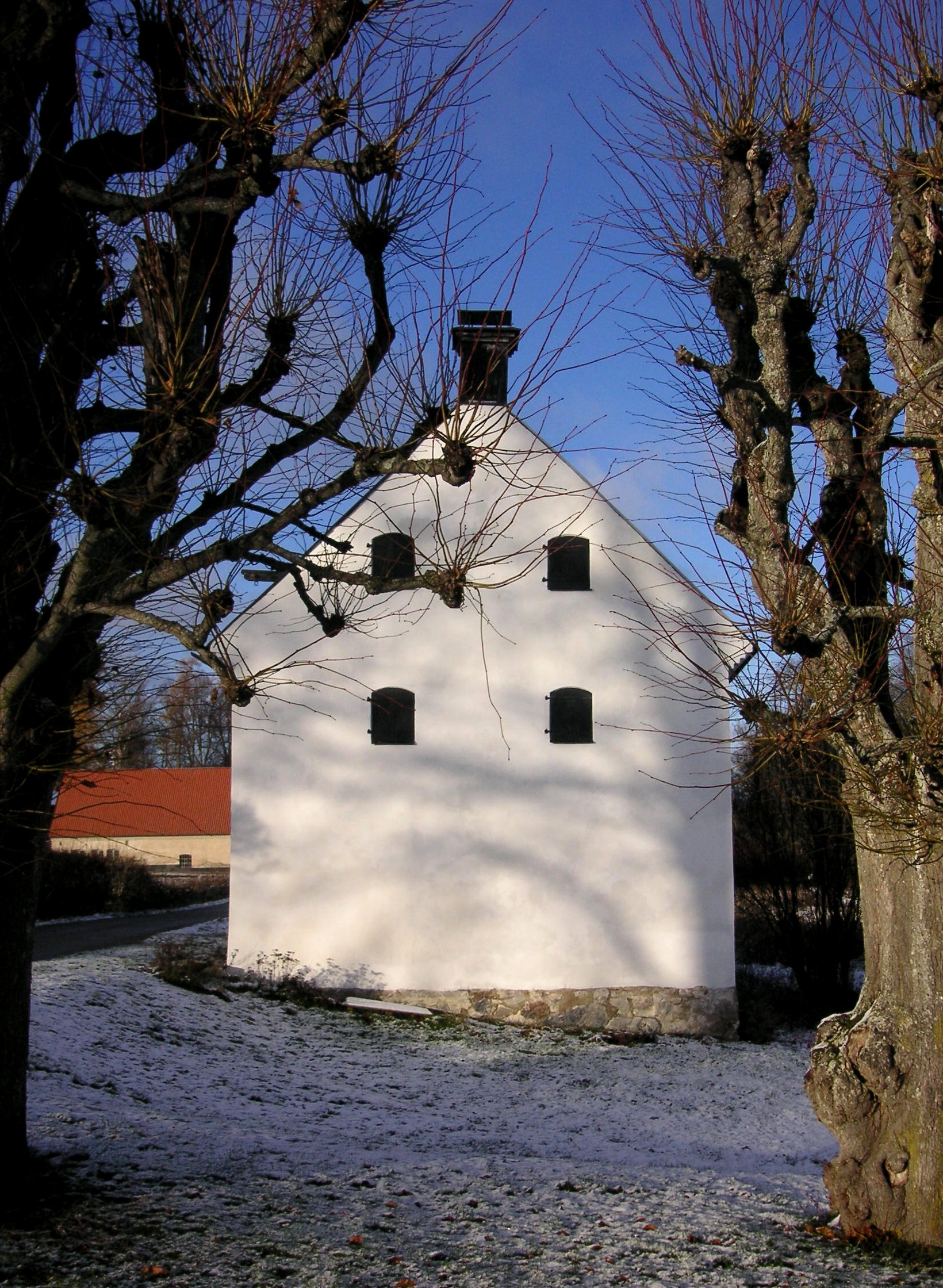
Eines der Wirtschaftsgebäude